# 응우옌흐우토

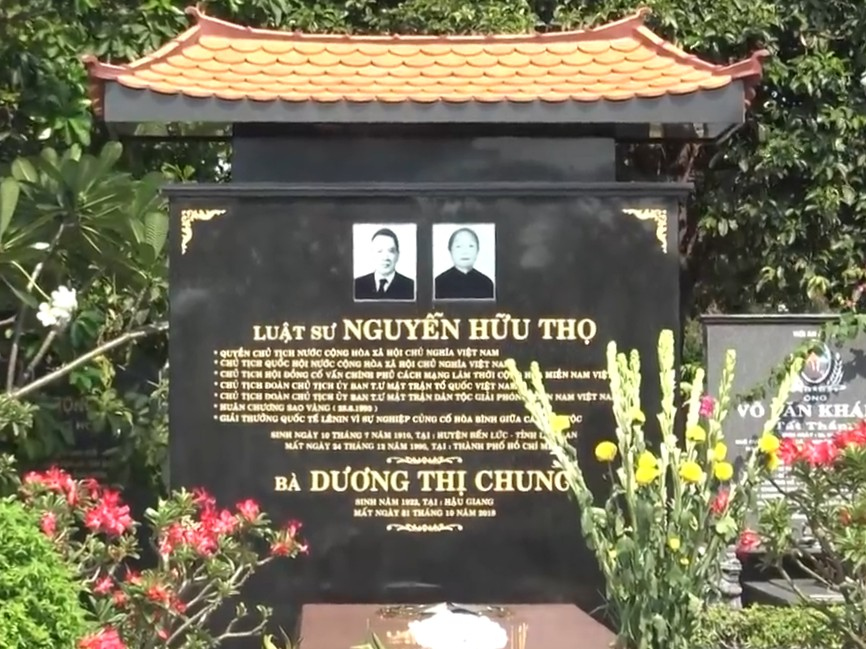
Nguyen Huu Tho와 Duong Thi Chung의 무덤

응우옌흐우토(베트남어: Nguyễn Hữu Thọ,  1910년 7월 10일~1996년 2월 24일)는 베트남의 법조인, 정치인이자, 1980년 3월부터 1981년 7월까지 베트남의 직무대행 대통령이었고, 똔득탕 주석이 사망할 때까지 부주석이었다.
베트남 공화국 (남베트남)의 반정부 단체인 남베트남 민족해방전선 (베트콩)의 지도자였고, 1975년 베트남 공화국 (남베트남) 멸망 후 1976년까지 남베트남 임시 혁명 정부 자문위원회의 의장이었다.

## 생애
1930년 프랑스에서 법률을 공부하고 1933년에 귀국하여 프랑스 식민 법정에서 무고하고 가난한 사람을 변호하는 인권 변호사로 활동하였다. 1947년, 제1차 인도차이나 전쟁이 한참이던 시기에 남베트남 지역에서 프랑스의 남베트남 정부에 대한 직간접적 간섭에 반발하여 변호사, 엔지니어, 의사, 약사, 교사, 기자 수백명을 동원하여 사이공의 독립 선언서에 서명하였다.
그 후 1959년 응오딘지엠 정권에 항거하여 반정부 운동을 주도하다가 정치범으로 체포 수감, 베트남 전쟁이 진행 중이던 1961년에 감옥한 탈출 다음 남베트남 민족해방전선의 사령관 자격으로 참전했으며, 1975년 통일 후 똔득탕 주석이 사망할 때까지 베트남의 부주석을 지냈다.
1975년 남베트남 임시 혁명 정부 자문위원회를 구성하고 1976년까지 의장이 되어 남베트남 지역을 정리, 수습하였다. 1996년 호치민시에서 죽었다.
| 전임 똔득탕 | 베트남의 국가 주석(임시) 1980년 3월 30일~1981년 7월 4일 | 후임 쯔엉찐 |

| 전임 똔득탕 | 베트남의 국가 부주석 1976년~1980년 |  |

|  | 베트남의 국가 부주석 1981년~1992년 |

| 전임 즈엉반민 | 베트남의 국가원수 1969년 6월 8일~1976년 7월 2일 | 후임 똔득탕 |

| 전임 똔득탕 | 베트남의 국가원수 1980년 3월 30일~1981년 7월 4일 | 후임 쯔엉찐 |